# Wallacispa
Wallacispa is een geslacht van kevers uit de familie bladkevers (Chrysomelidae).
De wetenschappelijke naam van het geslacht werd in 1940 gepubliceerd door Uhmann.

## Soorten
- Wallacispa javana (Uhmann, 1955)
- Wallacispa tibialis (Uhmann, 1931)